# Ольшовани
Ольшовани (словац. Olšovany) — село в окрузі Кошиці-околиця Кошицького краю Словаччини. Площа села 9,98 км². Станом на 31 грудня 2016 року в селі проживало 638 жителів.

## Історія
Перші згадки про село датуються 1282 роком.

## Населення
| Рік:            | 1994. | 2004.    | 2014.    | 2024.    |
| --------------- | ----- | -------- | -------- | -------- |
| Кількість осіб: | 413   | 545      | 612      | 680      |
| Різниця:        |       | +31,96 % | +12,29 % | +11,11 % |

| Рік:            | 2023. | 2024.   |
| --------------- | ----- | ------- |
| Кількість осіб: | 681   | 680     |
| Різниця:        |       | -0,14 % |